# Муасъярви
Муасъярви — озеро на территории Луусалмского сельского поселения Калевальского района Республики Карелии.

## Общие сведения
Площадь озера — 2,1 км², площадь водосборного бассейна — 2480 км². Располагается на высоте 138,8 метров над уровнем моря.
Форма озера лопастная, продолговатая: оно сильно вытянуто с северо-запада на юго-восток. Берега изрезанные, каменисто-песчаные, преимущественно возвышенные.
Через озеро протекает река Писта, впадающая в озеро Верхнее Куйто.
В юго-восточную оконечность Муасъярви впадает безымянный ручей, вытекающий из озера Хирмушъярви.
В озере более десяти безымянных островов различной площади, однако их количество может варьироваться в зависимости от уровня воды.
Код объекта в государственном водном реестре — 02020000811102000004470.